# Samuel Acquah
Samuel Acquah (Accra, 10 luglio 1943 – 2014) è stato un calciatore ghanese, di ruolo centrocampista.

## Carriera
Partecipò alle Olimpiadi del 1964.
Nel 1968 viene ingaggiato dagli statunitensi del Detroit Cougars, con cui prende parte alla prima edizione della NASL. Con il club di Detroit ottiene il quarto ed ultimo posto della Lakes Division.